# Anthanassa
Genre
Anthanassa est un genre d'insectes lépidoptères de la famille des Nymphalidae.

## Liste d'espèces
Selon Catalogue of Life (21 juillet 2020) :
- Anthanassa acesas Hewitson, 1864
- Anthanassa alexon Godman & Salvin, 1889
- Anthanassa annulata Higgins, 1981
- Anthanassa ardys Hewitson, 1864
- Anthanassa argentea Godman & Salvin, 1882
- Anthanassa atronia Bates, 1866
- Anthanassa cincta Edwards, 1864
- Anthanassa cortes Hall, 1917
- Anthanassa crithona Salvin, 1871
- Anthanassa dracaena Felder, 1867
- Anthanassa drusilla Felder, 1861
- Anthanassa drymoea Godman & Salvin, 1878
- Anthanassa dubia Hall, 1928
- Anthanassa frisia Poey, 1833
- Anthanassa fulviplaga Butler, 1872
- Anthanassa hermas Hewitson, 1864
- Anthanassa nebulosa Godman & Salvin, 1878
- Anthanassa otanes Hewitson, 1864
- Anthanassa phlegias Godman, 1901
- Anthanassa ptolyca Bates, 1864
- Anthanassa sitalces Godman & Salvin, 1882
- Anthanassa sosis Godman & Salvin, 1878
- Anthanassa taeniata Röber, 1914
- Anthanassa taxana Edwards, 1863
- Anthanassa tulcis Bates, 1864